# Cheirostylis liukiuensis
Cheirostylis liukiuensis är en orkidéart som beskrevs av Genkei Masamune. Cheirostylis liukiuensis ingår i släktet Cheirostylis och familjen orkidéer. Inga underarter finns listade i Catalogue of Life.